# Marseillevirus
Marseillevirus (лат.) — род гигантских вирусов из семейства Marseilleviridae. По состоянию на 2019 год в базе данных Международного комитета по таксономии вирусов (ICTV) зарегистрированы два вида, относящиеся к этому роду: Marseillevirus marseillevirus и Senegalvirus marseillevirus. Представители рода поражают амёб Acanthamoeba polyphaga.

## История изучения
Первый представитель рода Marseillevirus был описан в 2009 году. Вирус был выделен из образца воды из воздухоохлаждающей башни в Париже. На основе анализа последовательности геномной ДНК первооткрыватели предложили выделить вирус в собственное семейство Marseilleviridae. С тех пор другие члены семейства были обнаружены в пробах, взятых в различных местах земного шара. Среди них оказались и другие вирусы рода Marseillevirus: Port-Miou, найденный в солоноватой воде в 2015 году, и Brazilian marseillevirus, выделенный из озёрной воды в Бразилии. В 2016 году было сообщено об открытии ещё одного представителя рода, Golden marseillevirus, который был выделен в Бразилии из мидии Limnoperna fortunei. В 2018 году появилось сообщение об обнаружении Marseillevirus-подобных вирусов в образце почвы из Малайзии.

## Описание
С помощью просвечивающей электронной микроскопии было показано, что вирионы Marseillevirus представляют собой икосаэдрические частицы диаметром около 250 нм. Более детальное изучение вирионов с помощью криоэлектронной микроскопии показало, что поверхность капсида покрыта нитчатыми выростами длиной около 12 нм с округлыми концами. Стенка капсида имеет толщину около 10 нм и отделена от внутреннего нуклеокапсида щелью шириной около 5 нм. Форма нуклеокапсида приблизительно повторяет форму целого капсида, и сам нуклеокапсид может быть окружён липидной мембраной. Подобно вирионам мимивируса (первого описанного гигантского вируса), вирионы Marseillevirus содержат некоторые вирусные мРНК.

## Геном
Геном Marseillevirus представлен кольцевой двухцепочечной ДНК длиной 368 454 пар оснований (п. о.) с GC-составом 44,73 %, в которой находятся 457 предсказанных генов, значительно отличающихся от генов мимивируса. Среди них есть два гена, кодирующие гистоноподобные белки. Однако среди генов Marseillevirus можно выделить всё те же четыре основные группы — коровые гены (то есть гены, общие для крупных ядерно-цитоплазматических ДНК-содержащих вирусов, к которым в числе прочих относится Marseillevirus), гены-паралоги, горизонтально приобретённые гены и гены-сироты. Как и у мимивируса в геноме Marseillevirus есть гены, полученные от эукариот (в том числе амёбы-хозяина), бактерий, архей и вирусов, в том числе и гигантских. Предполагается, что такая высокая степень мозаицизма генома обусловлена интенсивным обменом генами с другими организмами, обитающими в цитоплазме амёбы-хозяина.

## Протеом
В геноме Marseillevirus предсказываются 457 открытых рамок считывания, которые кодируют белковые продукты длиной от 50 до 1537 аминокислотных остатков (а. о.). На кодирующие последовательности приходится 89,33 % генома вируса. Вирион Marseillevirus содержит 49 различных белков. Среди них имеются структурные белки, формирующие капсид, а также белки, необходимые для ранних стадий вирусного жизненного цикла: ранний фактор транскрипции, протеинкиназа, а также белок, содержащий анкириновые повторы. Среди белков Marseillevirus удалось найти практически все белки, характерные для крупных ядерно-цитоплазматических ДНК-содержащих вирусов, среди которых наиболее многочисленны белки капсида, хеликаза типа D6R, S/T-протеинкиназа. К другим белкам, характерным для NCLDV и Marseillevirus, относятся тиоредоксин/глутаредоксин, РНКаза III, папаиноподобная цистеиновая протеаза и белок с анкириновыми повторами. Ряд белков Marseillevirus не имеют гомологов среди известных белков. Белки Marseillevirus интенсивно подвергаются посттрансляционным модификациям: 10 из 49 идентифицированных белков вириона подвергаются гликозилированию, а 19 — фосфорилированию.

## Жизненный цикл
Marseillevirus поражает амёб Acanthamoeba polyphaga и был выделен, как и многие другие гигантские вирусы, при совместной культивации проб воды с культурой амёб. Вирусы начинают проникать в клетки амёб через полчаса — час после заражения культуры. Далее вблизи ядра заражённых клеток начинает формироваться диффузная вирусная фабрика, в которой одновременно происходит сборка капсидов и упаковка в них вирусной ДНК с образованием полноценных вирионов. Уже через 5 часов после заражения наступает лизис клеток амёб, так что Marseillevirus размножается необычно быстро для вирусов. Дальнейшее изучение показало, что Marseillevirus проникает в клетки амёб посредством фагоцитоза в составе гигантских везикул, содержащих от десятков до тысяч вирусных частиц, причём везикулы окружены мембранами, произошедшими от эндоплазматического ретикулума клетки амёбы.

## Филогения и родственные связи
Анализ последовательности ДНК Marseillevirus показывает, что вирус далёк от всех известных на момент его открытия вирусных семейств, поэтому было предложено выделить его в собственное семейство Marseilleviridae. Впоследствии были описаны и другие вирусы этого семейства, среди которых Lausannevirus, выделенный из образца воды реки Сены в 2011 году, вирус Cannes8, выделенный из воды воздухоохлаждающей башни на юге Франции в 2013 году, вирусы Tunisvirus и Fontaine Saint-Charles virus, выделенные из воды в декоративных фонтанах в 2013 и 2014 годах, а также вирус Insectomime, изолированный из внутренних органов личинки двукрылого насекомого ильница цепкая (Eristalis tenax) в 2013 году.

## Возможная патогенность
Анализ белков вириона Marseillevirus с помощью вестерн-блота с использованием мышиных поликлональных антител показал, что 11 из них обладают антигенными свойствами. Возможная связь Marseillevirus с заболеваниями человека остаётся спорной. Исследование 2014 года показало, что выявить частицы этого вируса в человеческой крови не удалось, однако позднее вирус удалось идентифицировать в крови совершенно здоровых людей. Однако вирус, родственный Marseillevirus, был обнаружен в кале здорового человека в Сенегале, что стало первым прецедентом обнаружения гигантских вирусов в образцах человеческого происхождения. Кроме того, высокий титр антител IgG к Marseillevirus был выявлен в крови мальчика, больного лимфаденитом, а ПЦР-диагностика выявила наличие Marseillevirus у некоторых пациентов с гастроэнтеритом или фарингитом. Вирионы Marseillevirus удалось выявить в соскобе с глотки у пациента с неврологическим расстройством. Вирионы Marseillevirus были выявлены в лимфоузле у пациентки с лимфомой Ходжкина, однако роль вируса в онкогенезе пока непонятна. В 2018 году были опубликованы результаты исследования, авторы которого вводили частицы Marseillevirus внутривенно или внутрибрюшинно мышам и крысам. После искусственного введения ДНК вируса обнаруживалась в организме животных в течение месяца, что подтверждает возможный инфективный потенциал Marseillevirus.